# Schali
Schali (russisch Шали́; tschetschenisch Шела Schela) ist eine Stadt und Verwaltungszentrum des gleichnamigen Rajons in der Teilrepublik Tschetschenien in Russland. Sie hat 47.708 Einwohner (Stand 14. Oktober 2010) und liegt 36 km südöstlich der Republikhauptstadt Grosny, am Fluss Dschalka (Flusssystem des Terek).

## Geschichte
Der Ort war bereits im 19. Jahrhundert als Aul bekannt, also als größeres Dorf mit einer Bevölkerung von mehreren Tausend Einwohnern. In dieser Zeit war Schali mehrmals zwischen örtlichen Rebellen und der Kaiserlichen Russischen Armee umkämpft.
Seit 1990 hat Schali den Status einer Stadt. Im Ersten und Zweiten Tschetschenienkrieg in den 1990er-Jahren wurde es, wie viele andere Orte der Republik, erheblich beschädigt. Am 3. Januar 1995 bombardierten russische Truppen die Stadt mit Streumunition. Nach Angaben von Human Rights Watch wurde ein Markt sowie ein Krankenhaus getroffen, wobei zahlreiche Zivilisten ums Leben gekommen sind.

### Bevölkerungsentwicklung
| Jahr | Einwohner |
| ---- | --------- |
| 1939 | 10.575    |
| 1959 | 11.911    |
| 1970 | 18.636    |
| 1979 | 21.894    |
| 1989 | 24.985    |
| 2002 | 40.356    |
| 2010 | 47.708    |

Anmerkung: Volkszählungsdaten

## Religion
2019 wurde in der Stadt mit der Moschee im Namen des Propheten Mohammed das größte islamische Gotteshaus in ganz Russland eingeweiht.

## Verkehr
Schali liegt nahe der Fernstraße M29, die bis nach Baku führt.

## Söhne und Töchter der Stadt
- Mochmad Achmadow (* 1972), Politiker